# Four Seasons to a Depression
Four seasons to a depression es el quinto demo de la banda francesa de black metal Nocturnal Depression, liberado en julio de 2006.

## Canciones
1. Fjaer - 10:48
2. Sommer - 08:49
3. Host - 09:01
4. Vinter - 10:08